# Joseph Sandler
Joseph Sandler (10. ledna 1927 Kapské Město – 6. října 1998 Londýn) byl britský psychoanalytik (narozen v Jižní Africe), žák Anny Freudové, který patřil k egopsychologii, ale ovlivnil svými koncepcemi i vývoj interpersonální psychoanalýzy.
Sandler rozpracoval především koncepci vnitřní reprezentace, do níž zahrnul pojetí self-reprezentace Edith Jacobsonové, koncept mentální reprezentace kognitivního psychologa Jeana Piageta a Headův pojem tělesného schématu.
V rámci koncepce vnitřních reprezentací od sebe odlišil:
- introjekci – zvnitřní rodičovské reprezentace, ale nezmění self-reprezentaci
- inkorporaci – zvnitřní rodičovské reprezentace, a ty změní self-reprezentaci
- identifikaci – nedojde k introjekci ani inkorporaci, přesto je změněna self-reprezentace, ovšem jen krátkodobě

Sandler též odmítl Freudovo pojetí primárního narcismu, domníval se, že popisovat tento stav za pomoci pojmu libido je nevhodné. Narcistické poruchy obecně vymezil diskrepancí mezi self-reprezentací a ideální podobou Self. Odmítl též Freudův názor, že cílem Ega je snižovat úzkost. Domníval se, že je jím naopak maximalizovat bezpečí.
Spolu s manželkou Anne-Marie Sandlerovou formuloval též tzv. tříschránkový model nevědomí. Nevědomí podle Sandlerových má tři sféry:
- infantilní nevědomí – vytěsněné dětské fantazie, přání, reakce
- současné nevědomí – obsahuje reprezentace, které Freud umisťoval do nevědomých částí Ega a Superega
- konvenční nevědomí – vytěsnění řídí vliv okolí a společnosti

Sandler ovlivnil svými koncepcemi psychology uvnitř psychoanalýzy (Daniel Stern) i mimo ni (Robert Emde).